# 北薩馬省
北萨马省（英语：Northern Samar）是菲律宾东米沙鄢的省份之一，首府为卡塔曼，位于萨马岛北端，南部与萨马省、东萨马省接壤，西北方为圣贝纳迪诺海峡，与索索贡省隔海相望，东部为菲律宾海，西部为萨马海。主要语言为瓦瑞瓦瑞语，少部分为塔加拉语和英语。主要宗教为天主教，也有少数穆斯林。